# Dramox
Dramox je česká placená streamovací platforma s divadelními představeními. Byla založena na podzim roku 2020. Aktuálně funguje ve čtyřech jazykových verzích, a to v češtině, slovenštině, angličtině a ukrajinštině.
K březnu 2022 bylo na české verzi Dramoxu dostupných více než 300 inscenací od 140 divadelních souborů z celého světa. Kromě domácí scény Dramox spolupracuje i s několika slovenskými, polskými, ukrajinskými, anglickými, australskými a americkými divadly.[zdroj?]

## Historie
Založení Dramoxu bylo oznámeno v době celosvětové pandemie koronaviru, 20. října 2020. Podle zakladatelů by ale platforma vznikla i pokud by divadelní scény nebyly kvůli tehdejším vládním opatřením uzavřené. Dramox zahájil své fungování spoluprací s třiceti českými scénami, mezi prvními bylo například Dejvické divadlo, Divadlo J. K Tyla nebo Divadlo Husa na provázku. Dramoxu slibuje podpořit divadla, tvůrce a herce finanční částkou z ceny předplatného.
Na tiskové konferenci v září 2021 oznámil Dramox expanzi na Slovensko a spolupráci s několika zahraničními soubory. Spustil také novou platformu dramox.tv, která je dostupná celosvětově.
V únoru 2022 byla na tiskové konferenci v Kyjevě oznámena expanze na Ukrajinu. Aktuálně[kdy?] je dostupných čtyřicet představení sedmnácti divadel z celé Ukrajiny.

## Dramox Originals
Dramox natáčí vybrané divadelní hry pod značkou Dramox Originals. Jedná se o představení, která bývají vyprodaná nebo mají po derniéře. V sekci Dramox Originals vzniklo patnáct záznamů divadelních her. Jsou jimi:
- Jedlíci čokolády (Klicperovo divadlo)
- Cyrano (Spolek Kašpar)
- Žítkovské bohyně (Východočeské divadlo v Pardubicích)
- Ztracený svět (Jihočeské divadlo)
- Srnky (Divadlo na Fidlovačce)
- Výjimečný stav (Divadlo Na Fidlovačce)
- Kytice (Divadlo J. K. Tyla v Plzni)
- Muzikantská pohádka (Divadlo J. K. Tyla v Plzni)
- Dobře placená procházka (Divadlo J. K. Tyla v Plzni)
- Amerika (Divadlo Husa na provázku)
- Paní z moře (Divadlo F. X. Šaldy Liberec)
- Šťastný princ (Divadlo Lampion)
- Rok na vsi (Divadlo pod Palmovkou)
- 1984 (Divadlo Petra Bezruče)
- Manželská historie (JEDL)

## Dramox pro školy
V sekci Dramox pro školy jsou zařazeny divadelní hry, které jsou inspirovány školní povinnou četbou. Tyto divadelní hry je možné používat ve výuce společně s pracovními listy, které Dramox vytváří ve spolupráci s pražskou DAMU.